# 디리클레 분포

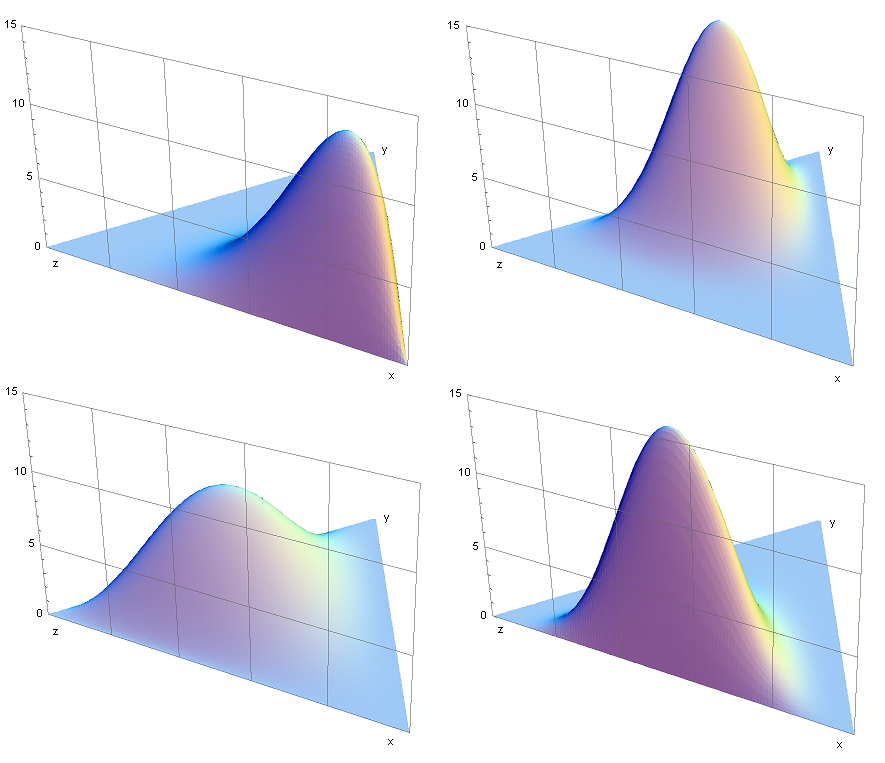
다양한 α 값에 대한 3차원 디리클레 분포의 모습. 왼쪽 위에서부터 시계방향으로 α=(6, 2, 2), (3, 7, 5), (6, 2, 6), (2, 3, 4)이다.

디리클레 분포(Dirichlet distribution)는 연속 확률분포의 하나로, {\displaystyle k}차원의 실수 벡터 중 벡터의 요소가 양수이며 모든 요소를 더한 값이 1인 경우 (이를 {\displaystyle k-1}차원 단체라고 한다)에 대해 확률값이 정의되는 분포이다.
디리클레 분포는 베이즈 통계학에서 다항 분포에 대한 사전 켤레확률이다. 이 성질을 이용하기 위해, 디리클레 분포는 베이즈 통계학에서의 사전 확률로 자주 사용된다.

## 분포
2 이상의 자연수 {\displaystyle k}와 양의 상수 {\displaystyle \alpha _{1},\cdots ,\alpha _{k}}에 대하여, 디리클레 분포의 확률 밀도 함수는 다음과 같이 정의된다.
실수값 {\displaystyle x_{1},\cdots ,x_{k}}가 모두 양의 실수이며 {\displaystyle \sum _{i=1}^{k}x_{i}=1}을 만족할 때
{\displaystyle f(x_{1},\cdots ,x_{k};\alpha _{1},\cdots ,\alpha _{k})={\frac {1}{\mathrm {B} (\alpha )}}\prod _{i=1}^{k}x_{i}^{\alpha _{i}-1}}
의 값을 가지며, 그 외의 경우는 0의 값을 가진다.
이때 {\displaystyle \alpha =(\alpha _{1},\cdots ,\alpha _{k})}이며, {\displaystyle \mathrm {B} (\alpha )}는 정규화 상수로서 다음의 값을 가진다.
{\displaystyle \mathrm {B} (\alpha )={\frac {\prod _{i=1}^{k}\Gamma (\alpha _{i})}{\Gamma {\bigl (}\sum _{i=1}^{k}\alpha _{i}{\bigr )}}}} ({\displaystyle \Gamma }는 감마 함수)
디리클레 분포에서 {\displaystyle k=2}인 경우 베타 분포가 된다.

## 성질

### 사전 켤레확률
디리클레 분포 {\displaystyle \theta \sim \mathrm {Dir} (\alpha )}와 그에 대한 다항 분포 {\displaystyle X|\theta \sim \mathrm {Multinomial} (\theta )}에 대하여,
{\displaystyle X}가 주어졌을 때 {\displaystyle \theta }의 사후 확률 {\displaystyle \theta |X}는 다음과 같이 나타낼 수 있다.
{\displaystyle \theta |X\sim \mathrm {Dir} (\alpha +X)}
즉, 디리클레 분포는 다항 분포에 대한 사전 켤레확률인 성질을 가지며, 사후 확률 분포는 {\displaystyle \alpha } 벡터에 덧셈하는 것으로 계산이 가능하다.

## 같이 보기
- 잠재 디리클레 할당